# Kollektivkatalog der Schweizer Plakate
Die Kollektivkatalog der Schweizer Plakate ist «ein Gemeinschaftswerk verschiedener Schweizer Bibliotheken und Museen», das online Zugang zu digitalisierten Plakaten «aus einer Zeitspanne, die von der zweiten Hälfte des 19. Jahrhunderts bis heute reicht», bietet. Ihre Bestände stammen derzeit aus der Schweizerischen Nationalbibliothek, «Universitätsbibliotheken und Spezialsammlungen der Kantone Freiburg, Genf, Neuenburg, Nidwalden und Wallis», dem Verkehrshaus Luzern, der Abtei Saint-Maurice und dem Schweizerischen Filmarchiv.